# Parasmittina mauritiana
Parasmittina mauritiana är en mossdjursart som beskrevs av Hayward 1988. Parasmittina mauritiana ingår i släktet Parasmittina och familjen Smittinidae. Inga underarter finns listade i Catalogue of Life.